# Commandantenhus
Das Commandantenhus (Alter Markt 14) ist ein denkmalgeschütztes Gebäude im Stadtgebiet Altstadt am Alten Markt in Stralsund.

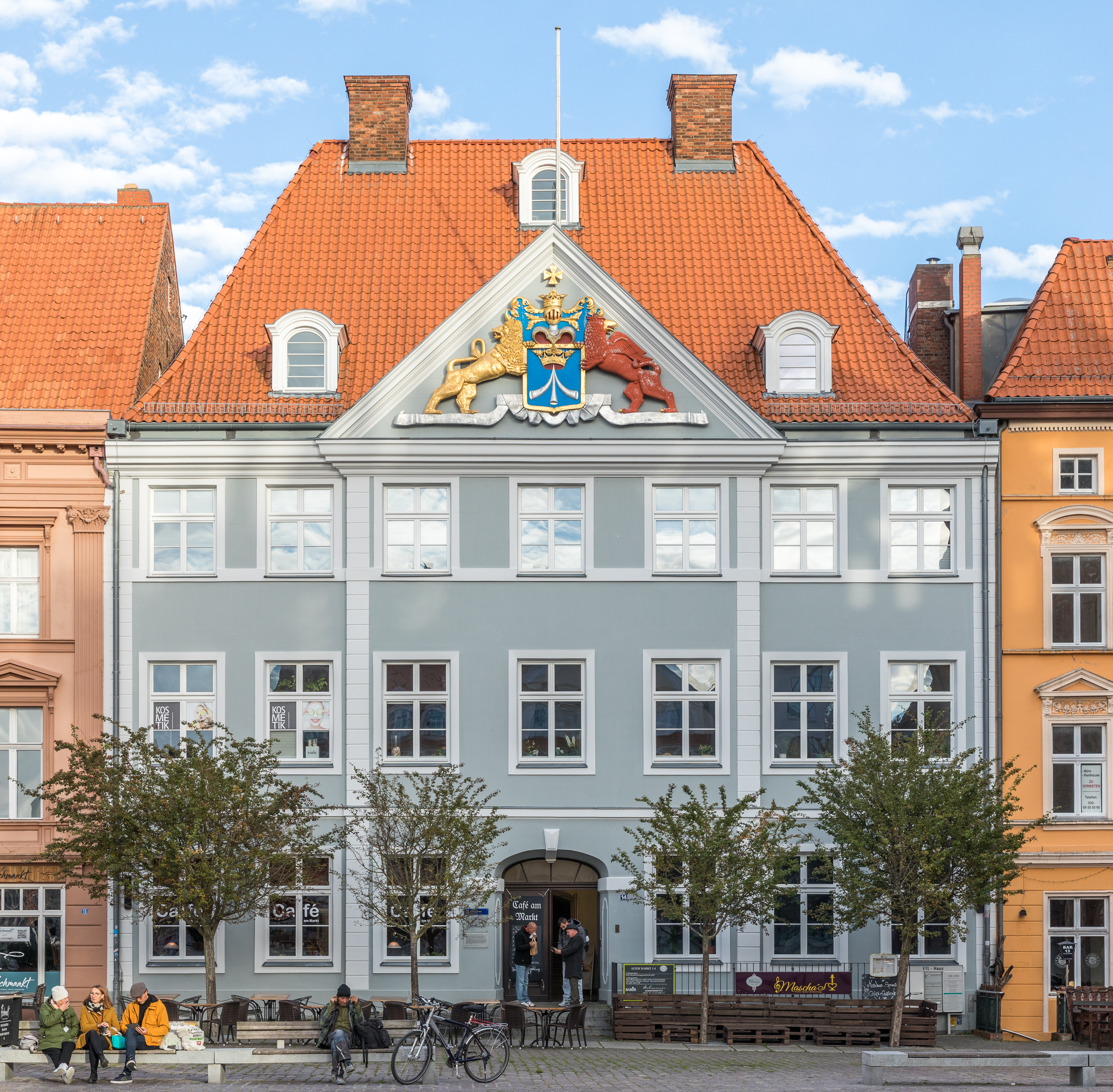
Commandantenhus am Alten Markt in Stralsund (2022)

## Beschreibung
Das verputzte, siebenachsige und dreigeschossige, traufständige Gebäude mit Walmdach und drei barocken Gauben zeigt Anklänge einer klassizistischen Formensprache. Die drei mittleren Achsen sind als übergiebelter Risalit hervorgehoben.
Das Portal steht in der zentralen Achse. In dem die drei mittleren Achsen krönenden Giebel ist ein Wappen angebracht.

## Geschichte

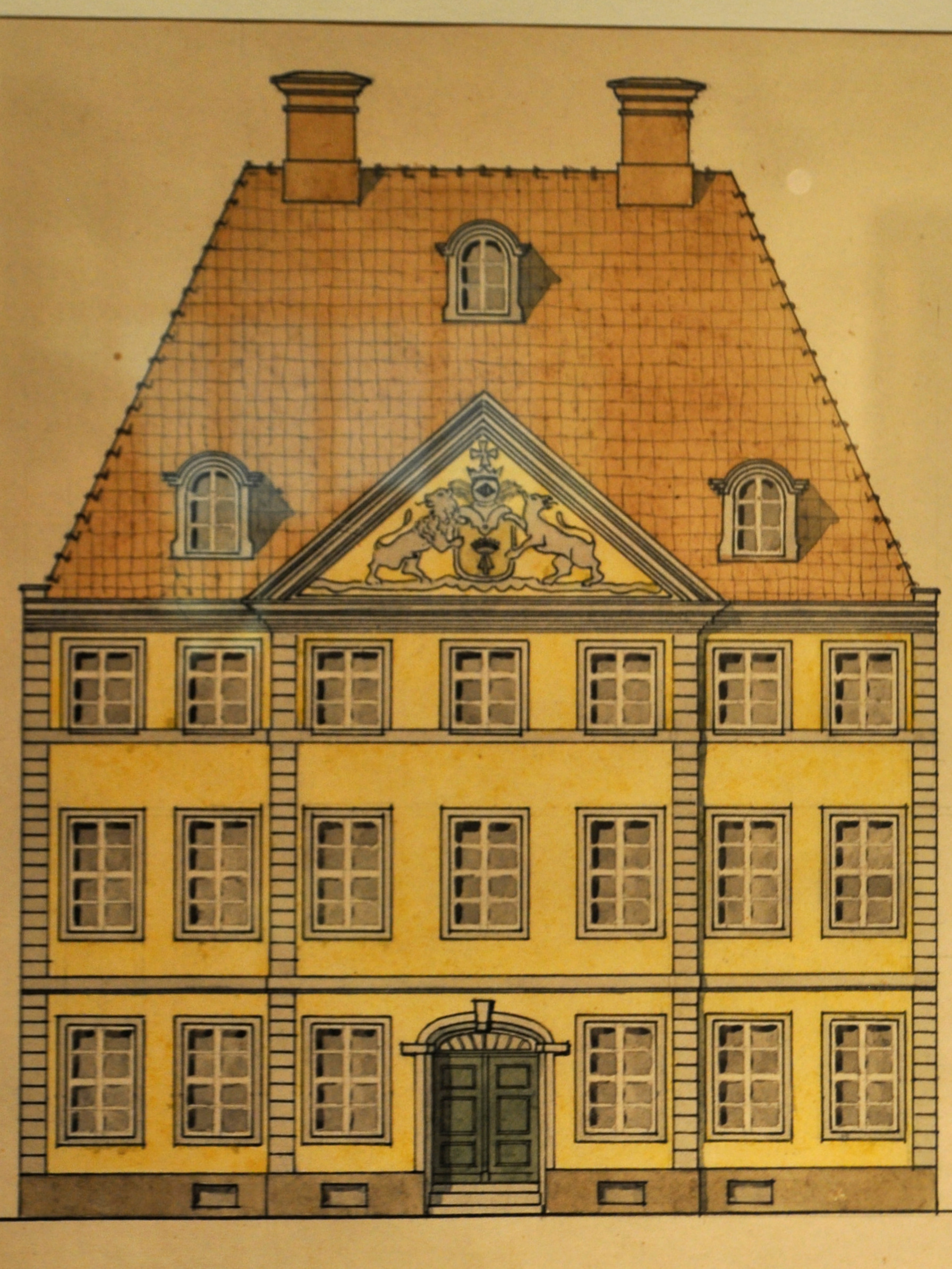
Das Commandantenhaus auf einer Zeichnung um 1928

Das Haus an der Ostseite des Alten Markts wurde als Sitz des schwedischen Garnisonskommandanten 1748 bis 1751 errichtet. Das Haus ersetzte das kleinere Kommandantenhaus an derselben Stelle. Die schwedischen Kommandanten Generalleutnant Trautvetter und Graf von Schwerin hatten sich über das zu kleine Kommandantenhaus beklagt, das im Mittelalter erbaut wurde nur eine kleine Stube sowie ein paar Hinterzimmer besaß. Graf von Schwerin hatte im Jahr 1745 dem König empfohlen, die Stadt Stralsund zum Neubau zu verpflichten. Im Jahr 1746 kaufte die Stadt das dem Schneider Spatz gehörende Nachbargrundstück, im Sommer 1748 wurde mit dem Bau begonnen. Die beiden alten Giebelhäuser wurden abgerissen. Der Stralsunder Kaufmann Johann Christoph Pagenkopf übernahm den Neubau, Maurermeister Johann Christoph Büttner und Zimmermann Andreas Tippel waren für die Bauausführung des sich über die beiden Grundstücke erstreckenden Hauses verantwortlich. Drei Jahre dauerte der Bau, 1850 erwarb der Militärfiskus das Gebäude zusammen mit einem Grundstück in der benachbarten Semlower Straße für 13.600 Reichstaler.
Nach dem Zweiten Weltkrieg wurde es zunächst Haus der Einheit genannt, von 1950 bis 1954 Haus der Offiziere und von 1954 bis 1990 dann Haus der Armee (HdA), da die Nationale Volksarmee es nutzte.

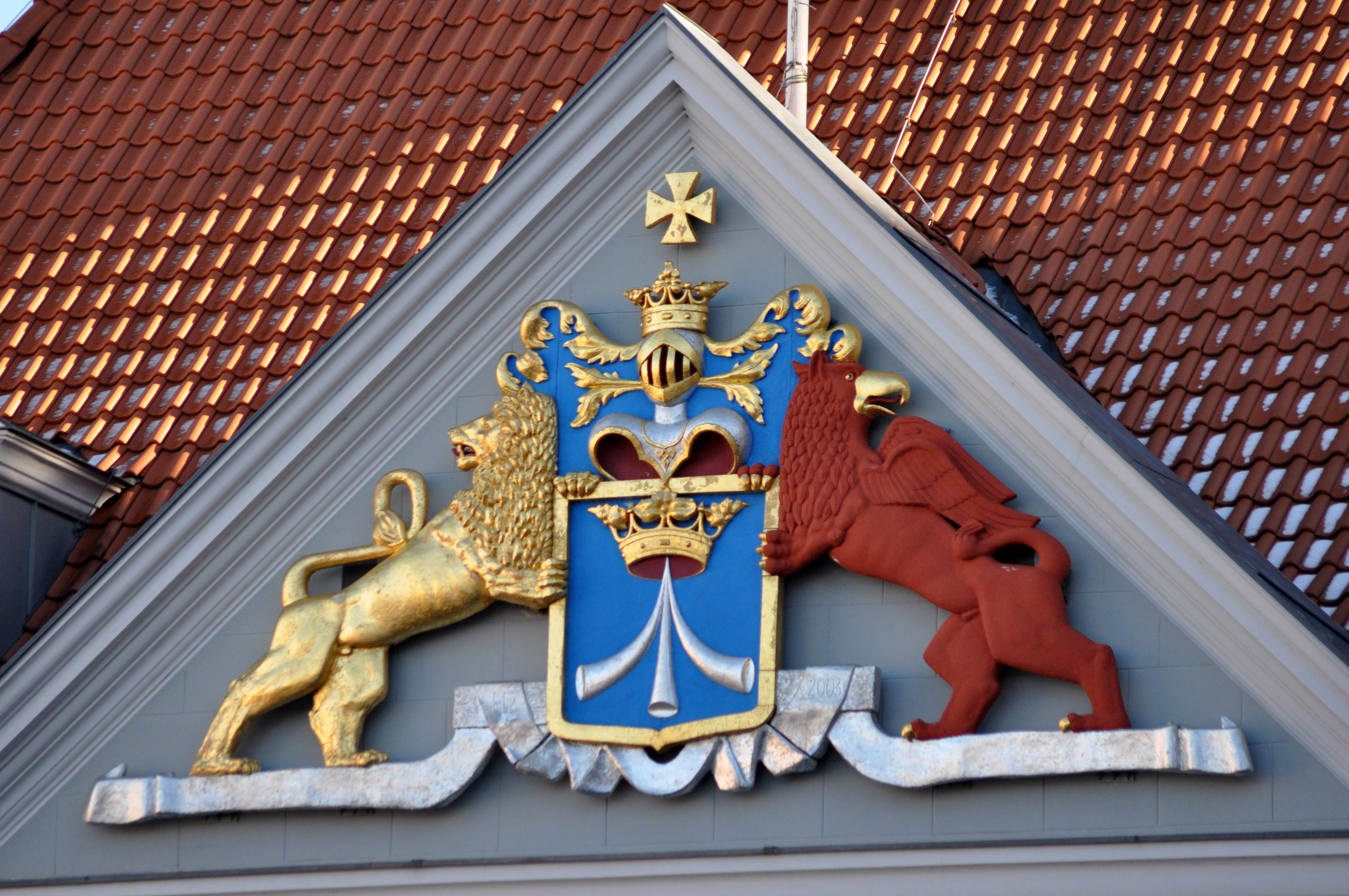
Wappen im Giebel des Hauses (Nachbildung aus dem Jahr 2003)

Das Haus befindet sich im Besitz der Stadt Stralsund. Es wurde in den Jahren 2000 bis 2001 saniert. Das ursprünglich am Giebel bis in die 1990er Jahre vorhandene Wappen von Schwedisch-Pommern wurde entfernt und ist seitdem verschwunden. Eine Nachbildung wurde am 23. September 2003 am sanierten Haus angebracht. Das acht Meter breite und vier Meter hohe Wappen schuf der Greifswalder Bildhauer Heinrich Zenichowski; die Gestaltung geht auf den Adelsbrief des schwedischen Königs für die Mitglieder des Stralsunder Rates aus dem Jahr 1720 zurück. Dargestellt sind der schwedische Löwe, der pommersche Greif und im Wappenfeld die Elemente des Stralsunder Wappens. Die Krone und die blaue Farbe verweisen auf Schweden. Bemerkenswert ist die aufgesetzte Helmzier, das Tatzenkreuz aus dem Stralsunder Wappen wurde auf die Spitze versetzt.
Das Commandantenhaus steht im Kerngebiet des von der UNESCO als Weltkulturerbe anerkannten Stadtgebietes des Kulturgutes Historische Altstädte Stralsund und Wismar. In der Liste der Baudenkmale in Stralsund ist es mit der Nummer 15 enthalten. Es ist zudem Bestandteil der Schwedenstraße, einer Ferienstraße in Mecklenburg-Vorpommern und Brandenburg mit kulturhistorischer Thematik. 